# ギャオーディション
ギャオーディションは、USENが運営するインターネットテレビGyaOで行われたオーディション。　

## 概要
GyaO開局2周年を機に「GyaOから次世代のスターを視聴者と共に発掘したい」というコンセプトで開始された。アナウンサー、芸能全般、スポーツなど様々な分野のオーディションが行われる。インターネットテレビという特徴を生かし、選考はWEB投票で行われる。

## 各回

### 第1回
- 大会名：局アナ公開オーディション
- 実施日（年）：2007年
- グランプリ：佐井祐里奈
- 特別賞
  - 準グランプリ：田中玲美
  - フルキャストグループ特別賞：鳥井温子
  - じゃらん賞：寺田真二郎
  - GAGA特別賞：川口りさ
  - ユニライフ賞：伊東愛、植村麻奈美
- 応募総数：7,125
- メインキャスター：スピードワゴン、杏さゆり
- ナレーター：ふとがね金太
- 審査員
  - 宇野康秀
  - 河井信哉
  - 魚住りえ
  - 竹山隆範
  - IKKO
  - 宮澤正明
- スポンサー
  - メガネスーパー
  - じゃらん
  - FULLCAST GROUP
  - UniLife
- サポーターソング：「Wonderful」RIP SLYME

### 第2回
- 大会名：ライラの冒険 黄金の羅針盤 ファンタジー・ヒロイン・オーディション
- 実施日（年）：2007年
- グランプリ：西内まりや
- 本選出場：八木アリサ、安倍エレナ、松山メアリ、中島あすか、若菜葵
- 予選敗退：橋本甜歌、倉内沙莉、黒瀬真奈美、澤田園子、宮城夏実、野崎夏帆
- 応募総数：5,104
- メインキャスター：スピードワゴン、佐井祐里奈
- ナレーター：ふとがね金太
- 審査員
  - 宇野康秀
  - 伊倉一恵
  - 木村絵里子
  - 星野有香
  - 森口和則
  - 吉村知己